# Jacobaea maritima
Jacobaea maritima là một loài thực vật có hoa trong họ Cúc. Loài này được (L.) Pelser & Meijden mô tả khoa học đầu tiên năm 2005.